# Marcus Weiß
Marcus Weiß (* 24. August 1974 in Hamburg) ist ein deutscher Tänzer, Tanzsporttrainer und ehemaliger Profitänzer.

## Leben
Marcus Weiß tanzt seit seinem 13. Lebensjahr. Bevor er sein Hobby zum Beruf gemacht hat, hat er eine Ausbildung als Masseur und Physiotherapeut abgeschlossen. Mit 16 Jahren erwarb er seine erste Trainerlizenz (C). Mit 24 Jahren spezialisierte er sich auf Standardtanz. Von 1992 bis 2002 war seine Pflegeschwester Anja Schramm seine Tanzpartnerin. 2003 wurde Isabel Edvardsson seine Tanzpartnerin und schließlich auch Lebensgefährtin, mit der er bis 2007 zahlreiche Erfolge im Tanzsport feiern konnte. 2007 beendeten Weiß und Edvardsson ihre Karriere als Profi-Tanzpaar.
Seit 2003 ist er mit Isabel Edvardsson liiert und seit 2015 verheiratet.
Seit 2014 lebt er mit Isabel Edvardsson in Hamburg.
Im September 2017 wurden sie zum ersten Mal Eltern eines Sohnes. Im April 2021 kam ihr zweiter und im April 2024 ihr dritter Sohn zur Welt.
Weiß choreographierte für die RTL-Show Let’s Dance, in der er auch manchmal zu sehen war. In der ersten Staffel gab er Yvonne Catterfeld und Eric Benét hinter der Bühne Salsa-Unterricht.
Weiß ist Trainer in folgenden Vereinen:
- TTC Gelb-Weiss im Post-SV Hannover
- Braunschweig Dance Company
- TK Blau-Gold Leipzig[1]

In vielen weiteren Vereinen ist er oft als Gasttrainer zu Besuch.

## Erfolge
2003
- Deutscher Vizemeister Professional Standard

2004
- Deutscher Vizemeister Professional Standard
- Platz 9 bei den Asian Open, Weltrangliste
- Platz 7 bei den Dutch Open, Weltrangliste
- Platz 5 bei den German Open Championships GOC
- Platz 1 bei den German Masters
- Platz 1 bei den French Open
- Platz 21 der Weltrangliste als bestes deutsches Paar!

2005
- Platz 14 bei den Asian Open, Weltrangliste
- Semifinale bei Crystal Palace Cup, London
- Semifinale bei den Imperial Championships, London
- Platz 2 beim Großen Preis von Deutschland
- Finalisten beim US Open in Miami
- Deutscher Vizemeister Professional Standard
- Deutscher Meister Professional Standard Kür
- Semifinale der Weltmeisterschaft in Blackpool
- Finale 5. Platz der Europameisterschaft in Mülheim

2006
- Platz 14 der Weltrangliste
- Finale 6. Platz der Europameisterschaft in Düsseldorf
- Vize-Europameister Professional Standard Kür
- Deutscher Meister Professional Standard
- Finale der German Open Championships GOC
- Deutscher Meister Professional Standard Kür

2007
- Platz 1 der Euro Dance Classics (im Rahmen des Euro Dance Festival 2007)
- Deutscher Meister Professional Standard Kür
- Europameister Professional Standard Kür